# Cheick Oumar Dabo
Cheick Oumar Dabo (ur. 12 stycznia 1981 w Bamako) – malijski piłkarz grający na pozycji napastnika.

## Kariera klubowa
Karierę piłkarską Dabo rozpoczął w klubie Djoliba AC. W 1999 roku zadebiutował w jego barwach w malijskiej Première Division. Grał w nim przez trzy sezony. Wraz z Djolibą wywalczył mistrzostwo i Superpuchar Mali w 1999 roku.
W 2001 roku Dabo został piłkarzem tureckiego Gençlerbirliği SK, jednak w sezonie 2001/2002 nie rozegrał żadnego spotkania w tureckiej lidze. W 2002 roku odszedł do południowokoreańskiego Bucheon SK. W Bucheonie grał przez trzy sezony. W sezonie 2005/2006 także występował w Azji, w Dubai Club ze Zjednoczonych Emiratów Arabskich. Z kolei w sezonie 2006/2007 był piłkarzem algierskiego JS Kabylie.
Latem 2007 Dabo został piłkarzem francuskiego drugoligowca Le Havre AC. W 2008 roku był z niego wypożyczony do trzecioligowego Tours FC. Latem 2008 ponownie odszedł z Le Havre na wypożyczenie, tym razem do Chamois Niortais FC. Z kolei w sezonie 2009/2010 był wypożyczony do marokańskiego Difaâ El Jadida.
W 2010 roku Dabo podpisał kontrakt z libijskim Al-Ahly Benghazi.
| Sezon   | Klub                | Kraj                         | Rozgrywki                | Mecze | Bramki |
| ------- | ------------------- | ---------------------------- | ------------------------ | ----- | ------ |
| 1999    | Djoliba AC          | Mali                         | Malien Premiere Division | ?     | ?      |
| 2000    | Djoliba AC          | Mali                         | Malien Premiere Division | ?     | ?      |
| 2001    | Djoliba AC          | Mali                         | Malien Premiere Division | ?     | ?      |
| 2001/02 | Gençlerbirliği SK   | Turcja                       | Süper Lig                | 0     | 0      |
| 2002    | Bucheon SK          | Korea Południowa             | K-League                 | 28    | 10     |
| 2003    | Bucheon SK          | Korea Południowa             | K-League                 | 28    | 5      |
| 2004    | Bucheon SK          | Korea Południowa             | K-League                 | 21    | 6      |
| 2005/06 | Dubai Club          | Zjednoczone Emiraty Arabskie | UAE Football League      | ?     | ?      |
| 2006/07 | JS Kabylie          | Algieria                     | Championnat d’Algérie    | 27    | 17     |
| 2007/08 | Le Havre AC         | Francja                      | Ligue 1                  | 6     | 1      |
| 2007/08 | Tours FC            | Francja                      | Championnat National     | 14    | 6      |
| 2008/09 | Chamois Niortais FC | Francja                      | Championnat National     | 27    | 2      |
| 2009/10 | Difaâ El Jadida     | Maroko                       | GNF 1                    | 4     | 3      |
| 2010/11 | Al-Ahly Benghazi    | Libia                        | I. liga                  | 11    | 1      |

## Kariera reprezentacyjna
W reprezentacji Mali Dabo zadebiutował w 2001 roku. W 2002 roku był powołany do kadry na Puchar Narodów Afryki 2002. Rozegrał na nim jeden mecz, o 3. miejsce z Nigerią (0:1). Z Mali zajął 4. miejsce w tym turnieju. W kadrze narodowej grał do 2007 roku.